# Nothobranchius neumanni
Nothobranchius neumanni é uma espécie de peixe da família Aplocheilidae.
É endémica de Tanzânia.
Os seus habitats naturais são: rios intermitentes, marismas de água doce, marismas intermitentes de água doce e deltas interiores.
Está ameaçada por perda de habitat.